# 八王子市立東浅川小学校
八王子市立東浅川小学校（はちおうじしりつ ひがしあさかわしょうがっこう）は、東京都八王子市東浅川町にある公立小学校。

## 所在地
- 東京都八王子市東浅川町550-22

## 著名な出身者
- 中村美里